# Gložje
Gložje (Servisch cyrillisch Гложје) is een plaats in de Servische gemeente Bosilegrad. De plaats telt 327 inwoners (2002).